# 13e étape du Tour de France 2015
Pour un article plus général, voir Tour de France 2015.
La 13e étape du Tour de France 2015 s'est déroulée le vendredi 17 juillet 2015 entre Muret et Rodez sur une distance de 198,5 kilomètres.

## Parcours
Cette première étape d'après Pyrénées, reliant Muret, dans le département de la Haute-Garonne, à Rodez, dans l'Aveyron, compte trois côtes : côte de Saint-Cirgue, de 3e catégorie, avec 3,8 km de montée à 5,8 %, ainsi que les côtes « de la Pomparie » (2,8 km de montée à 5 %), sur la commune de La Selve, et « de la Selve » (3,9 km de montée à 3,7 %), de 4e catégorie. Le sprint intermédiaire et le ravitaillement ont lieu à Laboutarie, au kilomètre 92.
L'arrivée à Rodez est jugée au sommet de la côte Saint-Pierre, non répertoriée au Grand Prix de la montagne mais proposant une courte ascension de 570 m à 9,6 %.

## Déroulement de la course

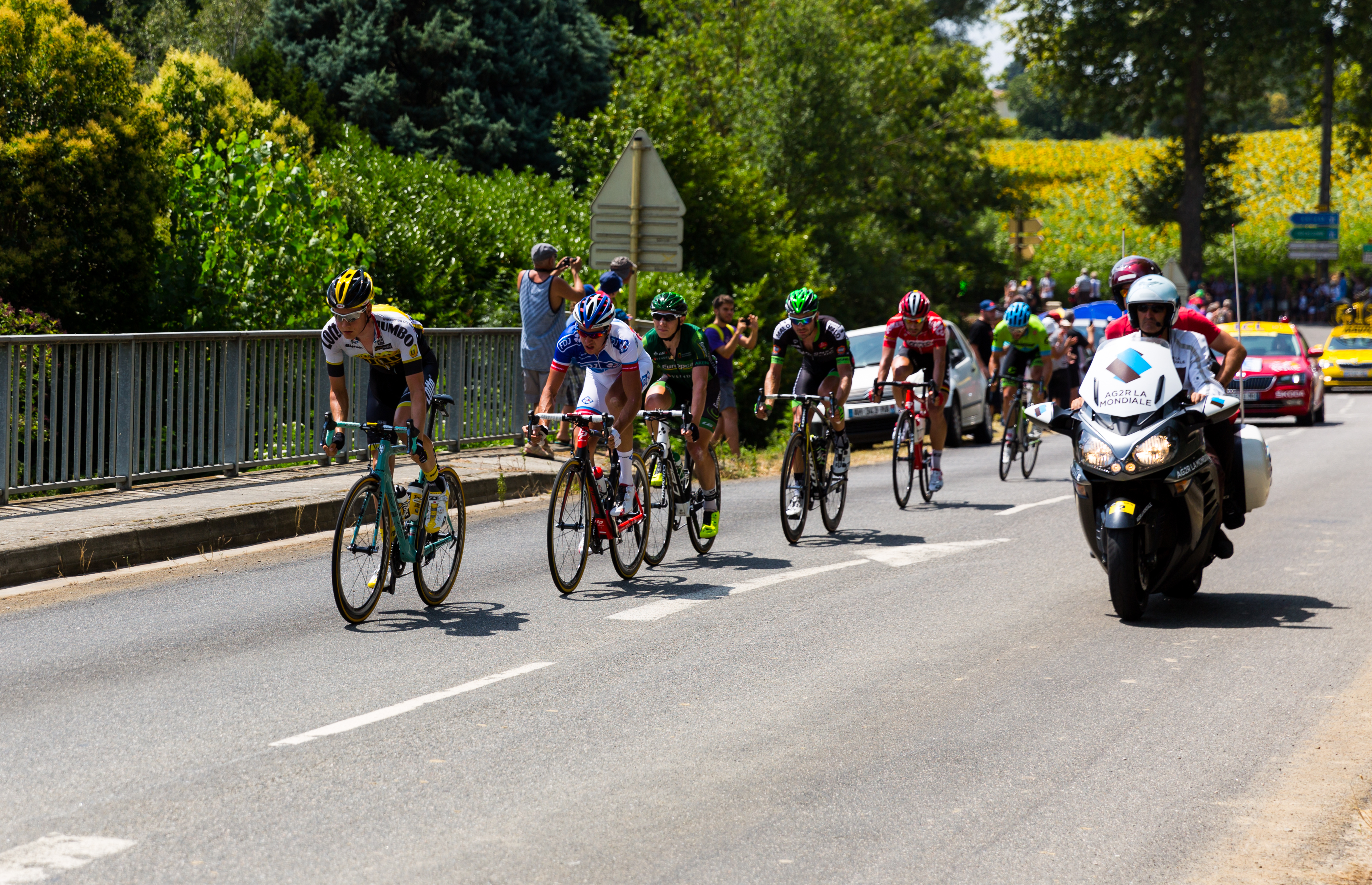
tête de la course à Montgiscard

## Résultats

### Classement de l'étape
| Classement de la 13e étape | Classement de la 13e étape | Classement de la 13e étape | Classement de la 13e étape | Classement de la 13e étape |
|                            | Coureur                    | Pays                       | Équipe                     | Temps                      |
| -------------------------- | -------------------------- | -------------------------- | -------------------------- | -------------------------- |
| 1er                        | Greg Van Avermaet          | Belgique                   | BMC Racing                 | en 4 h 43 min 42 s         |
| 2e                         | Peter Sagan                | Slovaquie                  | Tinkoff-Saxo               | m.t.                       |
| 3e                         | Jan Bakelants              | Belgique                   | AG2R La Mondiale           | + 3 s                      |
| 4e                         | John Degenkolb             | Allemagne                  | Giant-Alpecin              | + 7 s                      |
| 5e                         | Paul Martens               | Allemagne                  | Lotto NL-Jumbo             | m.t.                       |
| 6e                         | Christopher Froome         | Royaume-Uni                | Sky                        | m.t.                       |
| 7e                         | Vincenzo Nibali            | Italie                     | Astana                     | m.t.                       |
| 8e                         | Alberto Contador           | Espagne                    | Tinkoff-Saxo               | m.t.                       |
| 9e                         | Alejandro Valverde         | Espagne                    | Movistar                   | m.t.                       |
| 10e                        | Tejay van Garderen         | États-Unis                 | BMC Racing                 | m.t.                       |
| modifier                   |                            |                            |                            |                            |

### Points attribués
| Sprint intermédiaire Laboutarie (km 92,5) | Sprint intermédiaire Laboutarie (km 92,5) | Sprint intermédiaire Laboutarie (km 92,5) | Sprint intermédiaire Laboutarie (km 92,5) | Sprint intermédiaire Laboutarie (km 92,5) |
| ----------------------------------------- | ----------------------------------------- | ----------------------------------------- | ----------------------------------------- | ----------------------------------------- |
|                                           | Coureur                                   | Pays                                      | Équipe                                    | Point(s)                                  |
| 1er                                       | Thomas De Gendt                           | Belgique                                  | Lotto-Soudal                              | 20                                        |
| 2e                                        | Pierre-Luc Périchon                       | France                                    | Bretagne-Séché Environnement              | 17                                        |
| 3e                                        | Nathan Haas                               | Australie                                 | Cannondale-Garmin                         | 15                                        |
| 4e                                        | Wilco Kelderman                           | Pays-Bas                                  | Lotto NL-Jumbo                            | 13                                        |
| 5e                                        | Alexandre Geniez                          | France                                    | FDJ                                       | 11                                        |
| 6e                                        | Cyril Gautier                             | France                                    | Europcar                                  | 10                                        |
| 7e                                        | André Greipel                             | Allemagne                                 | Lotto-Soudal                              | 9                                         |
| 8e                                        | John Degenkolb                            | Allemagne                                 | Giant-Alpecin                             | 8                                         |
| 9e                                        | Mark Cavendish                            | Royaume-Uni                               | Etixx-Quick Step                          | 7                                         |
| 10e                                       | Peter Sagan                               | Slovaquie                                 | Tinkoff-Saxo                              | 6                                         |
| 11e                                       | Geoffrey Soupe                            | France                                    | Cofidis                                   | 5                                         |
| 12e                                       | Mark Renshaw                              | Australie                                 | Etixx-Quick Step                          | 4                                         |
| 13e                                       | Bryan Coquard                             | France                                    | Europcar                                  | 3                                         |
| 14e                                       | Koen De Kort                              | Pays-Bas                                  | Giant-Alpecin                             | 2                                         |
| 15e                                       | Jens Debusschere                          | Belgique                                  | Lotto-Soudal                              | 1                                         |
| modifier                                  |                                           |                                           |                                           |                                           |

| Arrivée d'étape Rodez (km 198,5) | Arrivée d'étape Rodez (km 198,5) | Arrivée d'étape Rodez (km 198,5) | Arrivée d'étape Rodez (km 198,5) | Arrivée d'étape Rodez (km 198,5) |
| -------------------------------- | -------------------------------- | -------------------------------- | -------------------------------- | -------------------------------- |
|                                  | Coureur                          | Pays                             | Équipe                           | Point(s)                         |
| 1er                              | Greg Van Avermaet                | Belgique                         | BMC Racing                       | 30                               |
| 2e                               | Peter Sagan                      | Slovaquie                        | Tinkoff-Saxo                     | 25                               |
| 3e                               | Jan Bakelants                    | Belgique                         | AG2R La Mondiale                 | 22                               |
| 4e                               | John Degenkolb                   | Allemagne                        | Giant-Alpecin                    | 19                               |
| 5e                               | Paul Martens                     | Allemagne                        | Lotto NL-Jumbo                   | 17                               |
| 6e                               | Christopher Froome               | Royaume-Uni                      | Sky                              | 15                               |
| 7e                               | Vincenzo Nibali                  | Italie                           | Astana                           | 13                               |
| 8e                               | Alberto Contador                 | Espagne                          | Tinkoff-Saxo                     | 11                               |
| 9e                               | Alejandro Valverde               | Espagne                          | Movistar                         | 9                                |
| 10e                              | Tejay van Garderen               | États-Unis                       | BMC Racing                       | 7                                |
| 11e                              | Tony Gallopin                    | France                           | Lotto-Soudal                     | 6                                |
| 12e                              | Nairo Quintana                   | Colombie                         | Movistar                         | 5                                |
| 13e                              | Robert Gesink                    | Pays-Bas                         | Lotto NL-Jumbo                   | 4                                |
| 14e                              | Geraint Thomas                   | Royaume-Uni                      | Sky                              | 3                                |
| 15e                              | Zdeněk Štybar                    | Tchéquie                         | Etixx-Quick Step                 | 2                                |
| modifier                         |                                  |                                  |                                  |                                  |

| - Bonifications à l'arrivée \| \| Coureur \| Pays \| Équipe \| Bonifications \| \| - \| ----------------- \| --------- \| ---------------- \| ------------- \| \| 1 \| Greg Van Avermaet \| Belgique \| BMC Racing \| 10 s \| \| 2 \| Peter Sagan \| Slovaquie \| Tinkoff-Saxo \| 6 s \| \| 3 \| Jan Bakelants \| Belgique \| AG2R La Mondiale \| 4 s \| |                   |           |                  |               |
| | Coureur           | Pays      | Équipe           | Bonifications |
| 1 | Greg Van Avermaet | Belgique  | BMC Racing       | 10 s          |
| 2 | Peter Sagan       | Slovaquie | Tinkoff-Saxo     | 6 s           |
| 3 | Jan Bakelants     | Belgique  | AG2R La Mondiale | 4 s           |

### Cols et côtes
| Côte de Saint-Cirgue (km 131) 3e catégorie | Côte de Saint-Cirgue (km 131) 3e catégorie | Côte de Saint-Cirgue (km 131) 3e catégorie | Côte de Saint-Cirgue (km 131) 3e catégorie | Côte de Saint-Cirgue (km 131) 3e catégorie |
| ------------------------------------------ | ------------------------------------------ | ------------------------------------------ | ------------------------------------------ | ------------------------------------------ |
|                                            | Coureur                                    | Pays                                       | Équipe                                     | Point(s)                                   |
| 1er                                        | Thomas De Gendt                            | Belgique                                   | Lotto-Soudal                               | 2                                          |
| 2e                                         | Alexandre Geniez                           | France                                     | FDJ                                        | 1                                          |
| modifier                                   |                                            |                                            |                                            |                                            |

| Côte de la Pomparie (km 156,5) 4e catégorie | Côte de la Pomparie (km 156,5) 4e catégorie | Côte de la Pomparie (km 156,5) 4e catégorie | Côte de la Pomparie (km 156,5) 4e catégorie | Côte de la Pomparie (km 156,5) 4e catégorie |
| ------------------------------------------- | ------------------------------------------- | ------------------------------------------- | ------------------------------------------- | ------------------------------------------- |
|                                             | Coureur                                     | Pays                                        | Équipe                                      | Point(s)                                    |
| 1er                                         | Alexandre Geniez                            | France                                      | FDJ                                         | 1                                           |
| modifier                                    |                                             |                                             |                                             |                                             |

| Côte de La Selve (km 167) 4e catégorie | Côte de La Selve (km 167) 4e catégorie | Côte de La Selve (km 167) 4e catégorie | Côte de La Selve (km 167) 4e catégorie | Côte de La Selve (km 167) 4e catégorie |
| -------------------------------------- | -------------------------------------- | -------------------------------------- | -------------------------------------- | -------------------------------------- |
|                                        | Coureur                                | Pays                                   | Équipe                                 | Point(s)                               |
| 1er                                    | Wilco Kelderman                        | Pays-Bas                               | Lotto NL-Jumbo                         | 1                                      |
| modifier                               |                                        |                                        |                                        |                                        |

## Classements à l'issue de l'étape

### Classement général
| Classement général | Classement général | Classement général | Classement général  | Classement général  |
|                    | Coureur            | Pays               | Équipe              | Temps               |
| ------------------ | ------------------ | ------------------ | ------------------- | ------------------- |
| 1er                | Christopher Froome | Royaume-Uni        | Sky                 | en 51 h 34 min 21 s |
| 2e                 | Tejay van Garderen | États-Unis         | BMC Racing          | + 2 min 52 s        |
| 3e                 | Nairo Quintana     | Colombie           | Movistar            | + 3 min 9 s         |
| 4e                 | Alejandro Valverde | Espagne            | Movistar            | + 3 min 58 s        |
| 5e                 | Geraint Thomas     | Royaume-Uni        | Sky                 | + 4 min 3 s         |
| 6e                 | Alberto Contador   | Espagne            | Tinkoff-Saxo        | + 4 min 4 s         |
| 7e                 | Robert Gesink      | Pays-Bas           | Lotto NL-Jumbo      | + 5 min 32 s        |
| 8e                 | Tony Gallopin      | France             | Lotto-Soudal        | + 7 min 32 s        |
| 9e                 | Vincenzo Nibali    | Italie             | Astana              | + 7 min 47 s        |
| 10e                | Bauke Mollema      | Pays-Bas           | Trek Factory Racing | + 8 min 2 s         |
| modifier           |                    |                    |                     |                     |

### Classement par points
| Classement par points | Classement par points | Classement par points | Classement par points | Classement par points |
| --------------------- | --------------------- | --------------------- | --------------------- | --------------------- |
|                       | Coureur               | Pays                  | Équipe                | Point(s)              |
| 1er                   | Peter Sagan           | Slovaquie             | Tinkoff-Saxo          | 285 points            |
| 2e                    | André Greipel         | Allemagne             | Lotto-Soudal          | 261 pts               |
| 3e                    | John Degenkolb        | Allemagne             | Giant-Alpecin         | 228 pts               |
| 4e                    | Mark Cavendish        | Royaume-Uni           | Etixx-Quick Step      | 192 pts               |
| 5e                    | Bryan Coquard         | France                | Europcar              | 120 pts               |
| 6e                    | Greg Van Avermaet     | Belgique              | BMC Racing            | 111 pts               |
| 7e                    | Christopher Froome    | Royaume-Uni           | Sky                   | 109 pts               |
| 8e                    | Zdeněk Štybar         | Tchéquie              | Etixx-Quick Step      | 78 pts                |
| 9e                    | Alejandro Valverde    | Espagne               | Movistar              | 77 pts                |
| 10e                   | Tony Gallopin         | France                | Lotto-Soudal          | 76 pts                |
| modifier              |                       |                       |                       |                       |

### Classement du meilleur grimpeur
| Classement du meilleur grimpeur | Classement du meilleur grimpeur | Classement du meilleur grimpeur | Classement du meilleur grimpeur | Classement du meilleur grimpeur |
| ------------------------------- | ------------------------------- | ------------------------------- | ------------------------------- | ------------------------------- |
|                                 | Coureur                         | Pays                            | Équipe                          | Point(s)                        |
| 1er                             | Christopher Froome              | Royaume-Uni                     | Sky                             | 61 points                       |
| 2e                              | Joaquim Rodríguez               | Espagne                         | Katusha                         | 52 pts                          |
| 3e                              | Jakob Fuglsang                  | Danemark                        | Astana                          | 41 pts                          |
| 4e                              | Richie Porte                    | Australie                       | Sky                             | 40 pts                          |
| 5e                              | Romain Bardet                   | France                          | AG2R La Mondiale                | 35 pts                          |
| 6e                              | Rafał Majka                     | Pologne                         | Tinkoff-Saxo                    | 32 pts                          |
| 7e                              | Nairo Quintana                  | Colombie                        | Movistar                        | 32 pts                          |
| 8e                              | Alejandro Valverde              | Espagne                         | Movistar                        | 32 pts                          |
| 9e                              | Robert Gesink                   | Pays-Bas                        | Lotto NL-Jumbo                  | 28 pts                          |
| 10e                             | Gorka Izagirre                  | Espagne                         | Movistar                        | 28 pts                          |
| modifier                        |                                 |                                 |                                 |                                 |

### Classement du meilleur jeune
| Classement général du meilleur jeune | Classement général du meilleur jeune | Classement général du meilleur jeune | Classement général du meilleur jeune | Classement général du meilleur jeune |
|                                      | Coureur                              | Pays                                 | Équipe                               | Temps                                |
| ------------------------------------ | ------------------------------------ | ------------------------------------ | ------------------------------------ | ------------------------------------ |
| 1er                                  | Nairo Quintana                       | Colombie                             | Movistar                             | en 51 h 37 min 30 s                  |
| 2e                                   | Warren Barguil                       | France                               | Giant-Alpecin                        | + 6 min 44 s                         |
| 3e                                   | Romain Bardet                        | France                               | AG2R La Mondiale                     | + 14 min 17 s                        |
| 4e                                   | Eduardo Sepúlveda                    | Argentine                            | Bretagne-Séché Environnement         | + 26 min 1 s                         |
| 5e                                   | Thibaut Pinot                        | France                               | FDJ                                  | + 32 min 7 s                         |
| modifier                             |                                      |                                      |                                      |                                      |

### Classement par équipes
| Classement par équipes | Classement par équipes | Classement par équipes | Classement par équipes |
|                        | Équipe                 | Pays                   | Temps                  |
| ---------------------- | ---------------------- | ---------------------- | ---------------------- |
| 1re                    | Movistar               | Espagne                | en 156 h 4 min 7 s     |
| 2e                     | Sky                    | Royaume-Uni            | + 6 min 7 s            |
| 3e                     | Tinkoff-Saxo           | Russie                 | + 27 min 11 s          |
| 4e                     | Astana                 | Kazakhstan             | + 32 min 40 s          |
| 5e                     | BMC Racing             | États-Unis             | + 34 min 20 s          |
| modifier               |                        |                        |                        |